# Maeda Gen’i

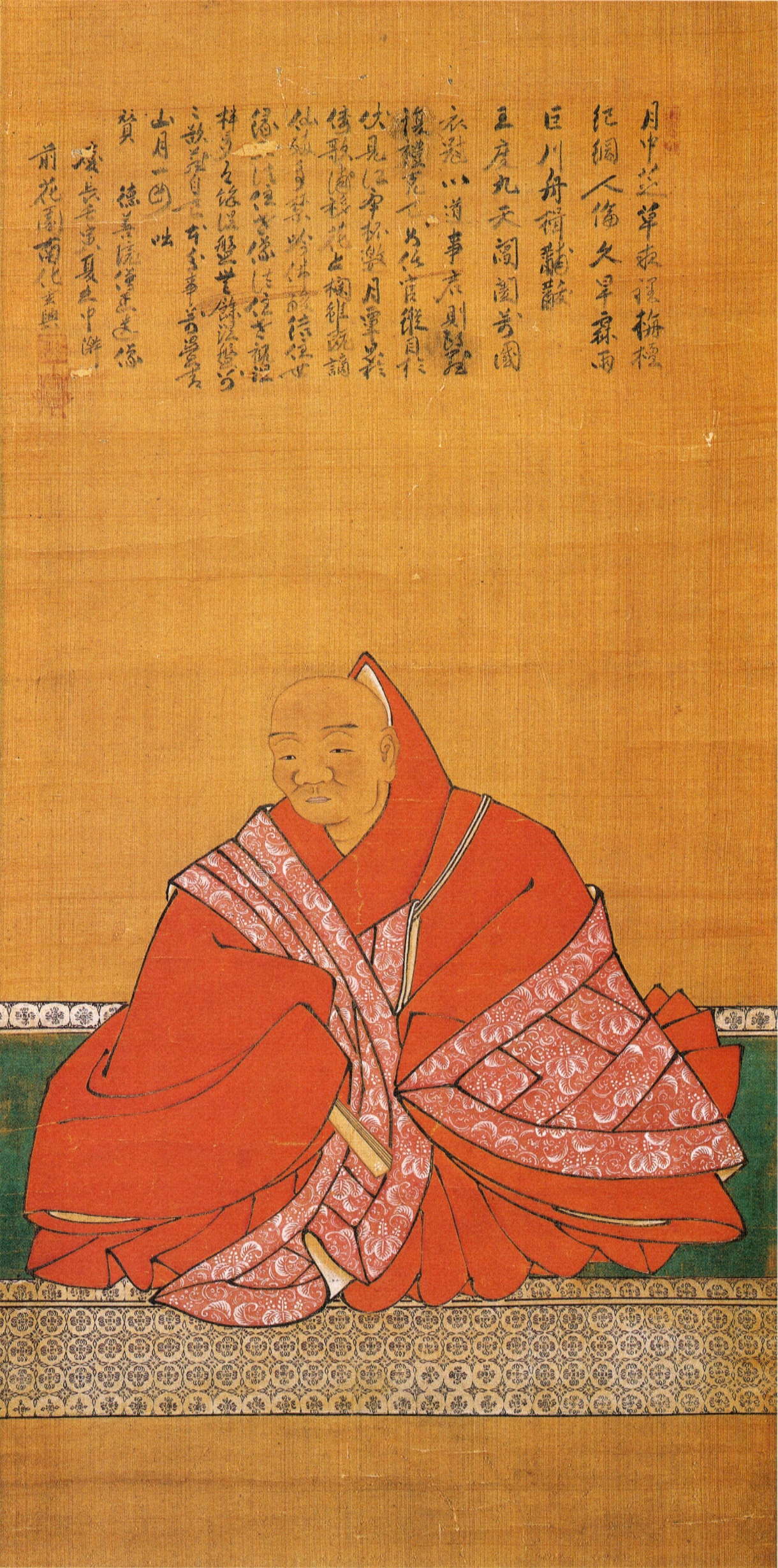
Maeda Gen’i

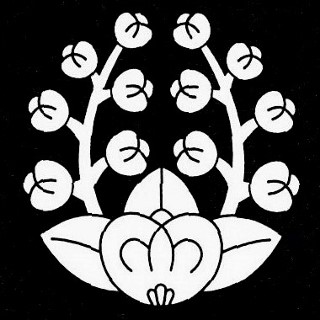
Wappen (Blumenbrücke)

Maeda Gen’i (japanisch 前田 玄以; * 1539; † 9. Juli 1602) war ein japanischer, buddhistischer Priester, Staatsmann und Daimyō.
Ursprünglich Munihisa (宗向) genannt, wurde er jung Mönch am Hiei-zan und nannte sich Gen’i (玄似), auch Gen’i Hōin (玄似法印) weiter auch Mimbukyō Hōin, Tokuzen-in Gen’i. Er folgte dann Oda Nobunaga. Als dessen Sohn Nobutada in der Burg Nijō durch Akechi Mitsuhide angegriffen wurde, vertraute er seinen Sohn Sambōshi-maru (später Oda Hidenobu) Gen’i an, der ihn auf die Burg Gifu brachte und dann auf die Burg Kiyosu. 
Nachdem Gen’i 1583 Gouverneur (所司代, shoshidai) von Kyōto wurde, sorgte er für Verbesserung der Lebensumstände in der großen Stadt. Seine Verpflichtung, Christen in der Stadt aufzuspüren, beschränkte er so gut wie möglich auf ältere Jesuiten. Allerdings soll nach Ansicht der Japaner eine Methode, Christen aufzuspüren, auf ihn zurückgehen: man befahl den Verdächtigen, auf eine Metallplatte mit dem Kruzifix zu treten, was als Fumie überliefert ist. Ihre Weigerung verriet sie dann als gläubige Christen.
Mit der Ernennung Toyotomi Hideyoshis zum Regenten (Kampaku) 1585 wählte er Gen’i als einen seiner fünf Kommissare (go-bugyō) und gab diesem 1595 das Lehen Kameyama in der Provinz Tamba mit einem Einkommen von 50.000 Koku.
Als Kaiser Go-Yōzei und der vormalige Kaiser Ōgimachi im Jahr 1588 Hideyoshi in seinem neuen Palast Jūrakudai (聚楽第) besuchten, wurde Gen’i beauftragt, die Empfangszeremonie vorzubereiten. Er studierte aus dem Anlass den früheren Empfang der Kaiser Go-Komatsu und Go-Hanazono durch de Ashikaga-Shōgune, passte sie den derzeitigen Umständen an und gestaltete den Empfang zu voller Zufriedenheit der Beteiligten.
Bei der Schlacht von Sekigahara 1600 gab er Krankheit vor und erschien nicht zur Schlacht. Er stellte sich aber auch nicht hinter Tokugawa Ieyasus Gegner, Ishida Kazushige, und konnte so seine Besitzungen erhalten.
Gen’i hatte zwei Söhne, die beide 1595 getauft wurden, der ältere, Maeda Hidenori (前田秀以, 1577–1602), erhielt den Namen Paul (パウロ, Pauro) und der jüngere, Shigekatsu (茂勝; 1582–1621) wurde auf den Namen Konstantin (コンスタンチノ, Konsutanchino) getauft. Er wurde 1602 Burgherr von Kameyama, was im selben Jahr gegen Yakami eingetauscht wurde. Mit dessen Absetzung 1608 wegen geistiger Verwirrung, erlosch diese Linie.